# アナスタシヤ・グバノワ (2002年生)
アナスタシヤ・ヴィタリエヴナ・グバノワ（ロシア語: Анастасия Витальевна Губанова、ロシア語ラテン翻字: Anastasiia Vitalyevna Gubanova、グルジア語: ანასტასია გუბანოვა、2002年12月2日 - ）は、ロシア・トリヤッチ出身、ジョージア代表のフィギュアスケート選手（女子シングル）。2022年北京オリンピックジョージア代表。
主な競技成績は、2023年欧州選手権優勝、2024年・2025年欧州選手権2位、2016年ジュニアグランプリファイナル2位など。

## 経歴

### 2016-2017シーズン
このシーズンからISUジュニアグランプリシリーズに参戦し、JGPチェコスケート、JGPブラエオン・シュベルター杯で優勝する。マルセイユで行われたジュニアグランプリファイナル（JGPF）ではショートプログラムで出遅れたものの、フリープログラムで133.77点（当時のジュニア世界記録）をマークした。しかし直後に演技したアリーナ・ザギトワが136.51点と、その記録をさらに更新し金メダルを獲得。グバノワは銀メダルを獲得した。しかし、年明けに行われたロシアジュニア選手権では7位に終わり、世界ジュニアフィギュアスケート選手権の代表には選出されなかった。

### 2017-2018シーズン
JGPオーストリア杯に出場するも4位となり、2年連続のJGPF出場とはならなかった。また、ロシアジュニア選手権では4位に終わり、惜しくも世界ジュニアフィギュアスケート選手権への出場を逃した。

### 2018-2019シーズン
シニアクラスに移行。タリントロフィーでは4位となり、次戦のゴールデンスピンでは2位となった。世界選手権への出場を目指しロシアカップファイナルに出場したが、総合5位に終わった。

### 2019-2020シーズン
コーチをエレーナ・ボドレゾワからエフゲニー・ルカヴィツィンに変更。12月に行われたロシア選手権に出場し、10位となった。

### 2021-2022シーズン
2021年8月、ロシアからジョージアへの移籍が発表になった。2019年以降国際大会の出場がなかったため、国籍変更による国際大会出場停止期間を受けることなくこのシーズンから国際大会の出場が可能になったため、北京オリンピックの出場も可能となる。フィンランディア杯にて、国際大会に復帰。SP、FS共に大きなミスなく終えてFSとトータルで自己ベストを更新し5位となる。その後コロナウイルスに感染し、出場を予定していた大会に出場できない時期があったが、ゴールデンスピンに出場し、シニア初の国際大会優勝を飾る。
その後、北京オリンピックジョージア代表に選ばれる。団体戦ではSP4位になるがジョージアは惜しくも6位で決勝進出を逃す。個人戦は11位で終える。世界選手権ではSPでトリプルフリップで転倒するミスがあり14位と出遅れるも、FSでは完璧な演技をし大逆転で総合6位。来季の世界選手権のジョージア2枠とグバノワ自身の来季グランプリシリーズ枠2枠を獲得してシーズンを終えた。

### 2022-2023シーズン
前季の世界選手権の結果により、MKジョン・ウィルソン杯とエスポーグランプリにエントリーされる。Mkジョンウィルソン杯ではジョージア女子史上初となる3位に入りグランプリファイナルに望みをつなぐも、次戦のエスポーグランプリではSPとFS共にミスが目立ち7位に終わりシニア初のグランプリファイナル出場は叶わなかった。二度目の出場となった欧州選手権ではSPで自己ベストを更新し、グランプリファイナル3位のルナ・ヘンドリックスらを抑え首位で折り返す。FSでは着氷ミスがあったもののほかの要素もまとめFS1位、総合でも1位となり、チャンピオンシップス初のメダルを優勝で飾った。

## 競技成績

### ISUパーソナルベストスコア
- SP - ショートプログラム、FS - フリースケーティング
- TSS - 部門内合計得点（英: Total segment score）は太字
- TES - 技術要素点（英: Technical element score）、PCS - 演技構成点（英: Program component score）

| 部門 | 種類 | 得点   | 大会                     |
| ---- | ---- | ------ | ------------------------ |
| 総合 | TSS  | 211.19 | 2025年世界国別対抗戦     |
| SP   | TSS  | 69.81  | 2023年欧州選手権         |
| SP   | TES  | 39.75  | 2021年フィンランディア杯 |
| SP   | PCS  | 32.91  | 2023年世界選手権         |
| FS   | TSS  | 141.39 | 2025年世界国別対抗戦     |
| FS   | TES  | 73.68  | 2025年世界国別対抗戦     |
| FS   | PCS  | 67.71  | 2025年世界国別対抗戦     |

| 部門 | 種類 | 得点   | 大会                                |
| ---- | ---- | ------ | ----------------------------------- |
| 総合 | TSS  | 194.57 | 2016年JGPブラエオン・シュベルター杯 |
| SP   | TSS  | 65.43  | 2016年JGPブラエオン・シュベルター杯 |
| SP   | TES  | 37.58  | 2016年JGPブラエオン・シュベルター杯 |
| SP   | PCS  | 29.40  | 2016年JGPファイナル                 |
| FS   | TSS  | 133.77 | 2016年JGPファイナル                 |
| FS   | TES  | 71.27  | 2016年JGPファイナル                 |
| FS   | PCS  | 62.50  | 2016年JGPファイナル                 |

### 主な戦績
- マークが付いている大会は国際スケート連盟公認の国際大会
- GP - ISUグランプリシリーズ
- CS - ISUチャレンジャーシリーズ

#### ジョージア代表
| 大会/年                   | 2021 -22 | 2022 -23 | 2023 -24 | 2024 -25 | 2025 -26 |
| ------------------------- | -------- | -------- | -------- | -------- | -------- |
| 冬季オリンピック          | 10       |          |          |          |          |
| 世界選手権                | 6        | 14       | 13       | 28       |          |
| 欧州選手権                | 6        | 1        | 2        | 2        |          |
| GP スケートアメリカ       |          |          |          |          | TBD      |
| GP 中国杯                 |          |          |          | 8        | TBD      |
| GP フランス               |          |          | 6        | 8        |          |
| GP NHK杯                  |          |          | 6        |          |          |
| GP エスポーグランプリ     |          | 7        |          |          |          |
| GP MKジョン・ウィルソン杯 |          | 3        |          |          |          |
| CS デニステンメモリアル   |          |          |          | 1        |          |
| CS ロンバルディア杯       |          |          | 1        | 4        |          |
| CS フィンランディア杯     | 5        |          | 3        |          |          |
| CS オーストリア杯         | WD       |          |          |          |          |
| CS ゴールデンスピン       | 1        |          |          |          |          |
| 団体戦                    |          |          |          |          |          |
| 冬季オリンピック          | 6        |          |          |          |          |
| 世界国別対抗戦            |          |          |          | T6/P4    |          |

#### ロシア代表
| 大会/年              | 2013 -14 | 2014 -15 | 2015 -16 | 2016 -17 | 2017 -18 | 2018 -19 | 2019 -20 |
| -------------------- | -------- | -------- | -------- | -------- | -------- | -------- | -------- |
| ロシア選手権         |          |          |          | 7        | 6        | 9        | 10       |
| ロシアジュニア選手権 | 7        | 6        | 12       | 7        | 4        |          |          |
| JGPファイナル        |          |          |          | 2        |          |          |          |
| JPG オーストリア杯   |          |          |          |          | 4        |          |          |
| JGP B.シュベルター杯 |          |          |          | 1        |          |          |          |
| JGPチェコスケート    |          |          |          | 1        |          |          |          |
| ボルボオープン       |          |          |          | 1 J      |          |          |          |
| ガルデナスプリング杯 |          |          | 1 N      |          |          |          |          |
| NRW杯                |          | 1 N      | 1 N      |          |          |          |          |
| ワルシャワ杯         | 1 N      |          |          |          |          |          |          |
| タリントロフィー     |          |          |          |          |          | 4        |          |
| ゴールデンスピン     | 1 N      |          |          |          |          | 2        |          |

- N - ノービスクラス
- J - ジュニアクラス

### 詳細
パーソナルベストは太字で表示
| 2024-2025 シーズン     |                                                      |          |          |                 |
| 開催日                 | 大会名                                               | SP       | FS       | 結果            |
| 2025年4月17日 - 20日   | 2025年世界フィギュアスケート国別対抗戦（東京）       | 3 69.80  | 4 141.39 | 6 団体 (211.19) |
| 2025年3月25日 - 30日   | 2025年世界フィギュアスケート選手権（ボストン）       | 28 47.31 | -        | 28 47.31        |
| 2025年1月28日 - 2月2日 | 2025年ヨーロッパフィギュアスケート選手権（タリン）   | 1 68.99  | 2 129.62 | 2 198.61        |
| 2024年11月22日 - 24日  | ISUグランプリシリーズ 中国杯（重慶）                 | 11 52.11 | 7 125.23 | 8 177.34        |
| 2024年11月1日 - 3日    | ISUグランプリシリーズ フランスグランプリ（アンジェ） | 9 56.77  | 7 116.44 | 8 173.21        |

| 2023-2024 シーズン    |                                                      |          |          |           |
| 開催日                | 大会名                                               | SP       | FS       | 結果      |
| 2024年3月18日 - 24日  | 2024年世界フィギュアスケート選手権（モントリオール） | 20 58.66 | 7 123.76 | 13 182.42 |
| 2024年1月10日 - 14日  | 2024年ヨーロッパフィギュアスケート選手権（カウナス） | 3 68.96  | 2 137.56 | 2 206.52  |
| 2023年11月24日 - 26日 | ISUグランプリシリーズNHK杯（門真）                   | 10 55.80 | 4 128.52 | 6 184.32  |
| 2023年11月3日 - 5日   | ISUグランプリシリーズフランスグランプリ（アンジェ）  | 2 66.73  | 7 120.93 | 6 187.66  |

| 2022-2023 シーズン    |                                                                |          |           |           |
| 開催日                | 大会名                                                         | SP       | FS        | 結果      |
| 2023年3月20日 - 26日  | 2023年世界フィギュアスケート選手権（さいたま）                 | 11 65.40 | 15 119.52 | 14 184.92 |
| 2023年1月25日 - 29日  | 2023年ヨーロッパフィギュアスケート選手権（エスポー）           | 1 69.81  | 1 130.10  | 1 199.91  |
| 2022年11月25日 - 27日 | ISUグランプリシリーズ エスポーグランプリ（エスポー）           | 9 56.03  | 8 110.54  | 7 166.57  |
| 2022年11月11日 - 13日 | ISUグランプリシリーズ MKジョン・ウィルソン杯（シェフィールド） | 3 66.82  | 5 126.29  | 3 193.11  |

| 2021-2022 シーズン   |                                                          |          |          |           |
| 開催日               | 大会名                                                   | SP       | FS       | 結果      |
| 2022年3月21日 - 27日 | 2022年世界フィギュアスケート選手権（モンペリエ）         | 14 62.59 | 5 134.02 | 6 196.61  |
| 2022年2月15日 - 17日 | 2022年北京オリンピック（北京）                           | 9 65.40  | 9 135.58 | 10 200.98 |
| 2022年2月4日 - 7日   | 2022年北京オリンピック団体戦（北京）                     | 4 67.56  | -        | 6 団体    |
| 2022年1月10日 - 16日 | 2022年ヨーロッパフィギュアスケート選手権（タリン）       | 5 67.02  | 8 121.15 | 6 188.17  |
| 2021年12月7日 - 11日 | ISUチャレンジャーシリーズ ゴールデンスピン（ザグレブ）   | 1 65.68  | 3 118.61 | 1 184.29  |
| 2021年10月7日 - 10日 | ISUチャレンジャーシリーズ フィンランディア杯（エスポー） | 4 69.50  | 7 134.41 | 5 203.91  |

| 2019-2020 シーズン    |                                                    |          |          |           |
| 開催日                | 大会名                                             | SP       | FS       | 結果      |
| 2019年12月26日 - 29日 | ロシアフィギュアスケート選手権（クラスノヤルスク） | 12 60.87 | 8 129.19 | 10 190.06 |

| 2018-2019 シーズン    |                                              |         |           |          |
| 開催日                | 大会名                                       | SP      | FS        | 結果     |
| 2018年12月22日 - 23日 | ロシアフィギュアスケート選手権（サランスク） | 8 70.54 | 11 133.22 | 9 203.76 |
| 2018年11月28日 - 29日 | タリントロフィー（タリン）                   | 4 60.29 | 4 120.44  | 4 180.73 |
| 2018年12月5日 - 8日   | ゴールデンスピン（ザグレブ）                 | 2 69.56 | 2 129.09  | 2 198.65 |

| 2017-2018 シーズン     |                                                        |         |          |          |
| 開催日                 | 大会名                                                 | SP      | FS       | 結果     |
| 2018年1月23日 - 26日   | ロシアジュニアフィギュアスケート選手権（サランスク）   | 2 72.10 | 4 133.82 | 4 205.92 |
| 2017年12月22日 - 23日  | ロシアフィギュアスケート選手権（サンクトペテルブルク） | 5 71.69 | 5 134.91 | 6 206.60 |
| 2017年8月31日 - 9月2日 | ISUジュニアグランプリ オーストリア杯（ザルツブルク）   | 6 53.99 | 4 106.76 | 4 160.75 |

| 2016-2017 シーズン     |                                                                |          |          |          |
| 開催日                 | 大会名                                                         | SP       | FS       | 結果     |
| 2017年2月3日 - 5日     | ロシアジュニアフィギュアスケート選手権（サンクトペテルブルク） | 11 62.18 | 6 123.61 | 7 185.79 |
| 2016年12月22日 - 25日  | ロシアフィギュアスケート選手権（チェリャビンスク）             | 10 63.34 | 6 133.92 | 7 197.26 |
| 2016年12月8日 - 11日   | 2016/2017 ISUジュニアグランプリファイナル（マルセイユ）        | 3 60.30  | 2 133.77 | 2 194.07 |
| 2016年11月9日 - 13日   | 2016年ボルボオープンカップ ジュニアクラス・グループ1（リガ）   | 1 65.96  | 1 125.22 | 1 191.18 |
| 2016年10月5日 - 8日    | ISUジュニアグランプリ ブラエオン・シュベルター杯（ドレスデン） | 1 65.43  | 1 129.14 | 1 194.57 |
| 2016年8月31日 - 9月3日 | ISUジュニアグランプリ チェコスケート（オストラヴァ）           | 2 63.51  | 1 122.08 | 1 185.59 |

| 2015-2016 シーズン   |                                                            |         |          |           |
| 開催日               | 大会名                                                     | SP      | FS       | 結果      |
| 2016年1月21日 - 23日 | ロシアジュニアフィギュアスケート選手権（チェリャビンスク） | 9 60.26 | 16 96.47 | 12 156.73 |

| 2014-2015 シーズン |                                                            |         |          |          |
| 開催日             | 大会名                                                     | SP      | FS       | 結果     |
| 2015年2月4日 - 7日 | ロシアジュニアフィギュアスケート選手権（ヨシュカル・オラ） | 7 60.77 | 5 117.67 | 6 178.44 |

## プログラム使用曲
| シーズン  | SP | FS | EX                                                          |
| --------- | --- | --- | ----------------------------------------------------------- |
| 2023-2024 | Mojo 曲：Claire Laffut                                                                                 | Caruso 曲：ルーチョ・ダッラ performed by ララ・ファビアン                                                          | Barbie Girl 曲：AQUA                                        |
| 2022-2023 | Istanbul Wedding Historiette 曲：Fabrizio Paterlini                                                    | Latika’s Theme 曲：A・R・ラフマーン feat.スザンヌ Ringa Ringa                                                      | Barbie Girl 曲：AQUA Dangerous Woman 曲：アリアナ・グランデ |
| 2021-2022 | Une vie d'amour 歌：ミレイユ・マチュー                                                                 | 映画『ウォリスとエドワード 英国王冠をかけた恋』より Letters Charms 作曲：アベル・コジェニオウスキ                  | Dangerous Woman 曲：アリアナ・グランデ                      |
| 2020-2021 | I'll Take Care Of You 作曲：ブルック・ベントン 演奏：ベス・ハート、ジョー・ボナマッサ                  | テレビドラマ『春の十七の瞬間』より 作曲：ミカエル・タリヴェルディエフ                                              |                                                             |
| 2019-2020 | I'll Take Care Of You 作曲：ブルック・ベントン 演奏：ベス・ハート、ジョー・ボナマッサ                  | テレビドラマ『春の十七の瞬間』より 作曲：ミカエル・タリヴェルディエフ                                              |                                                             |
| 2018-2019 | テイク・ファイヴ 作曲：ポール・デスモンド 演奏：デイヴ・ブルーベック                                   | 愛の夢 作曲：フランツ・リスト                                                                                      |                                                             |
| 2017-2018 | サマータイム 音楽：ルイ・アームストロング, エラ・フィッツジェラルド Booty Swing 作曲：パロヴ・ステラー | 映画『ノクターナル・アニマルズ』より A Solitary Woman Table for Two Wayward Sisters 作曲：アベル・コジェニオウスキ |                                                             |
| 2016-2017 | 組曲『動物の謝肉祭』より「白鳥」 作曲：カミーユ・サン＝サーンス                                        | 映画『ロミオとジュリエット』より 作曲：アベル・コジェニオウスキ                                                    |                                                             |

## ギャラリー

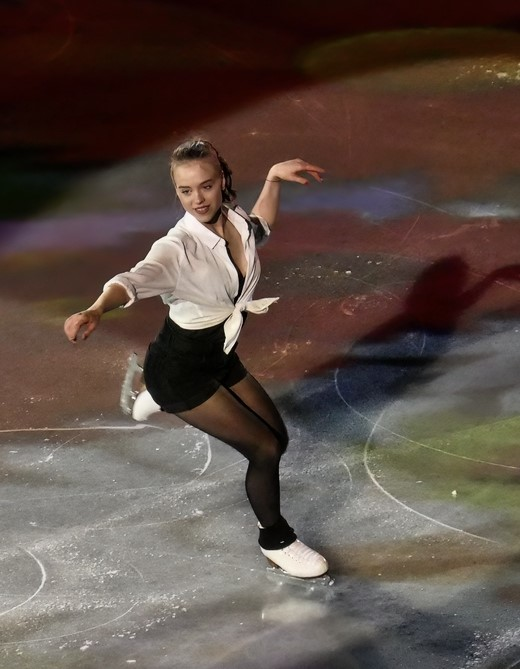
2022年世界選手権のエキシビション
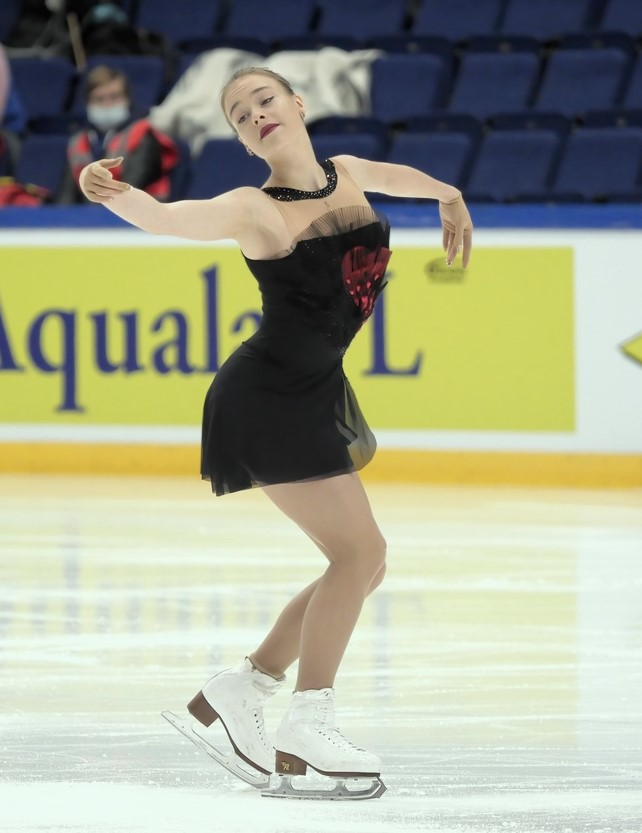
2021年フィンランディア杯のショートプログラム
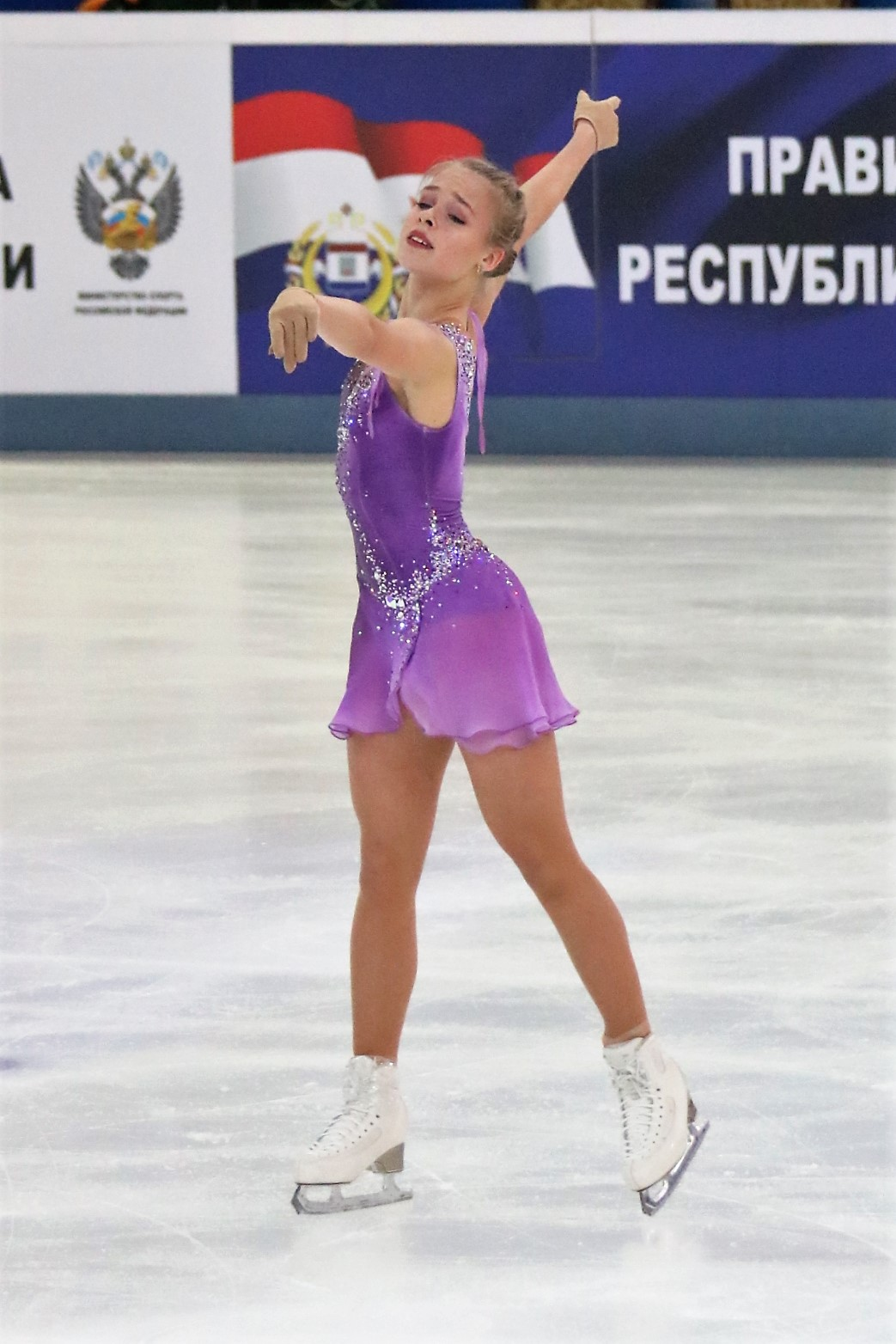
2018年12月に行われたロシア選手権にて
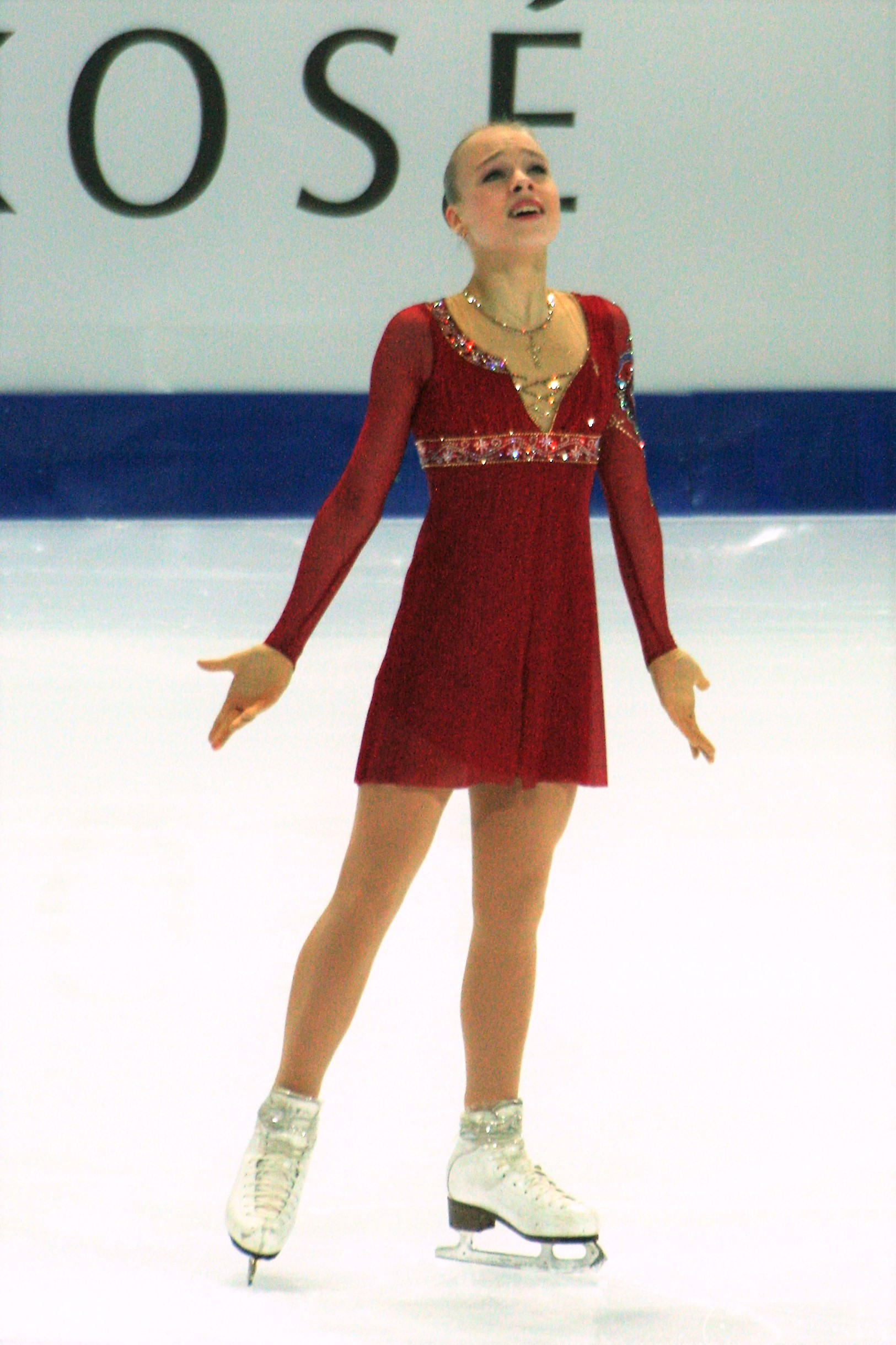
2016年ISUジュニアグランプリファイナルのフリースケーティング
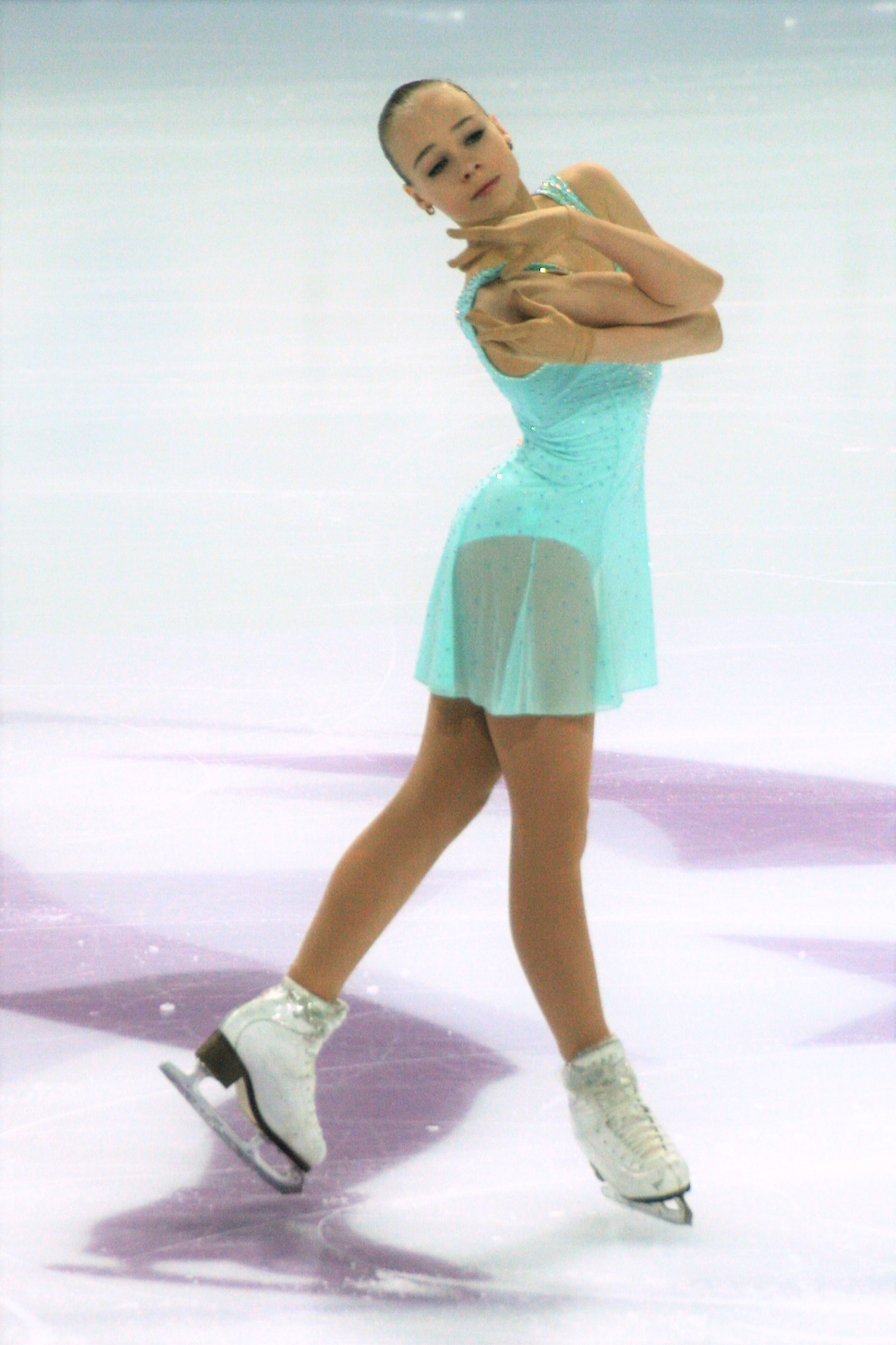
2016年ISUジュニアグランプリファイナルのショートプログラム